# Брежани (Болгария)
Брежани (болг. Брежани) — село в Благоевградской области Болгарии. Входит в состав общины Симитли. Находится примерно в 7 км к юго-востоку от центра города Симитли и примерно в 19 км к югу от центра города Благоевград. По данным переписи населения 2011 года, в селе  проживало 790 человек.

## Население
| Год     | 1934 | 1946 | 1956 | 1965 | 1975 | 1985 | 1992 | 2001 | 2011 |
| ------- | ---- | ---- | ---- | ---- | ---- | ---- | ---- | ---- | ---- |
| Жителей | 2308 | 3283 | 3635 | 2367 | 1665 | 1429 | 1226 | 1031 | 790  |

| Национальность | Человек | Процент |
| -------------- | ------- | ------- |
| болгары        | 735     | 98,39%  |
| цыгане         | 10      | 1,34%   |
| Всего ответов  | 747     |         |

|  |